# 安尼諾站
安尼諾站（俄語：А́ннино，羅馬化：Annino，IPA：[ˈanʲnʲɪnə]）是莫斯科地鐵謝爾普霍夫－季米里亞澤夫線的一個車站，開通於2001年12月12日。安寧諾站有兩個大廳。

## 外部連結
- （俄文） Annino station on official website of Moscow Metro
- （俄文） Metro.ru （页面存档备份，存于）